# Alexandre Novak
Alexandre Valentinovitch Novak (en russe : Александр Валентинович Новак) né le 23 août 1971 à Avdeïevka, dans l'oblast de Donetsk, en République socialiste soviétique d'Ukraine, URSS) est un homme d'État, politicien russe. Vice-président du gouvernement (Russie) depuis le 10 novembre 2020. Curateur du district fédéral du Caucase du Nord depuis le 19 juillet 2021.
Ministre de l'énergie de la fédération de Russie (en) du 21 mai 2012 au 10 novembre 2020 (par intérim du 8 au 18 mai 2018 et du 15 au 21 janvier 2020).

## Biographie
Alexandre Novak est né le 23 août 1971 dans la ville d'Avdeïevka, dans l'oblast de Donetsk en RSS d'Ukraine.
En 1979, sa famille a déménagé à Norilsk, où son père travaillait à la construction de l'usine métallurgique Nadejda.
Il a étudié à l'école de Norilsk n°23.
Grâce à sa taille élevée 1,89 m, il a joué dans l'équipe de basket-ball du collège.
En 1993, il est diplômé de l'Institut industriel de Norilsk (nl), dans la spécialité « économie et gestion en métallurgie ». En outre, en 2009, il est diplômé de l'Université d'État de Moscou dans la spécialité management.
À partir de 1988, il commence à travailler pour le Combinat minier et métallurgique A. Zaveniaguina de Norilsk (ru). Il a d'abord occupé des responsabilités dans le domaine des appareils d'hydrométallurgie de catégorie 1, puis il est devenu stagiaire technicien, technologue, économiste. À partir de 1993, il continue à travailler en tant qu'économiste, chef du bureau financier et chef du bureau financier de comptabilité. De mai 1997 à novembre 1999, il est chef de division et chef de bureau de la planification fiscale.
En décembre 1999, il est nommé directeur adjoint de l'économie, puis chef de bureau, directeur adjoint du personnel, puis directeur adjoint du personnel de la firme Compagnie minière de Norilsk (Filiale polaire).
Ensuite, il travaille à l'administration de la ville de Norilsk, où depuis mai 2000 il est chef adjoint de la ville Oleg Boudagrine (en) pour les questions financières, puis premier adjoint. Il reste en fonction jusqu'en octobre 2002.
Après l'accession au poste de gouverneur du kraï de Krasnoïarsk d'Alexandre Khloponine, Alexandre Novak est entré dans l'administration de ce dernier et, d'octobre 2002 à juillet 2007, il occupe la fonction de gouverneur adjoint et en même temps celle de directeur du département financier du territoire de Krasnoïarsk. En juillet 2007, il devient le premier vice-gouverneur du kraï de Krasnoïarsk puis rapidement il dirige le gouvernement régional.
Du 29 septembre 2008 au 22 mai 2012, il est adjoint au ministère des finances de la fédération de Russie. Le 2 octobre 2008 il devient membre du conseil du ministère des finances de la fédération de Russie.
Le 21 mai 2012, il est nommé ministre de l'énergie de la fédération de Russie (en) dans le premier cabinet Medvedev (en), (Dmitri Medvedev),,. Il conserve ce poste dans le gouvernement Dmitri Medvedev (2), formé en mai 2018 et encore dans le gouvernement Mikhaïl Michoustine (à partir du 21 janvier 2020). Après ces nominations à des fonctions ministérielles Novak devient président du conseil de l'énergie électrique le 25 mai 2012 et membre de la commission auprès du président de la fédération de Russie compétente en matière de développement de la stratégie du carburant et de la sécurité environnementale (depuis juin 2012).
En juillet 2015, il est élu président du conseil d'administration de la société Rosseti (en), et en septembre de la même année de la société Transneft,. En outre, depuis 2012 il est membre du conseil d'administration de la société d'état Rosatom (depuis 2012), et de la société Gazprom et la société Rosneft (depuis 2015).
En 2015-2018, A. Novak est vice-président pour le développement de l'Arctique. Il a également été membre des conseils de la présidence de la Russie
pour la modernisation de l'économie et l'innovation de la Russie (2012-2018), pour la politique du logement et l'augmentation de la disponibilité de logements (2013-2016).
Le 9 novembre 2020, le premier ministre russe Mikhaïl Michoustine a nommé A. Novak au poste de vice-premier ministre pour les questions de combustible industriel (ru),.

## Sanctions
Le 9 juin 2022, A. Novak est tombé sous le coup des sanctions ukrainiennes en raison de l' invasion de l'Ukraine par la Russie en 2022 en tant que haut fonctionnaire du gouvernement russe.

## Famille
- Père: Valentin Novak,
- Mère — Zoïa Novak.
- épouse — Larissa Novak.
  - Ils élèvent deux filles[4].

## Grade dans l'échelle des personnalités de la fonction publique
- A. Novak est conseiller d'État de la fédération de Russie de 3e classe (26 décembre 2009)[14].

## Récompenses
- Diplôme du gouvernement de la fédération de Russie — 2009
- Ordre de l'Honneur (27 décembre 2010) — pour ses réalisations professionnelles et ses nombreuses années de travail consciencieux [15]
- Ordre de l'Amitié : 2014
- Ordre du Mérite pour la Patrie IV degré : 2016
- Ordre de loyauté à son service (Crimée, 17 janvier 2017) — pour sa contribution personnelle significative à la fourniture d'un approvisionnement stable en électricité à la République de Crimée, son professionnalisme élevé et ses liens avec la mise en service du pont énergétique kraï de Krasnoïarsk-Crimée[16]
- Ordre d'Alexandre Nevski: 2019
- Citoyen d'honneur de la ville de Norilsk : 2013

## Revenus
Le montant des revenus déclarés d'A. Novak pour 2011 s'élevait à 11 800 000 roubles et les revenus du conjoint à 2 800 000 roubles.
Pour l'année 2019, les revenus déclarés s'élevaient à 27 048 000 roubles et ceux de l'épouse à 1 700 000 roubles.